# Uunartoq Qeqertoq
Uunartoq Qeqertoq – odkryta we wrześniu 2005 (gdzie indziej: 2006) wyspa o kształcie podobnym do litery W, leżąca 644 km na północ od kręgu polarnego przy wschodnim wybrzeżu Grenlandii. W języku grenlandzkim nazwa ta oznacza Wyspa Ocieplenia.
Do 2005 roku obszar ten był zaznaczany na mapach jako półwysep. Dopiero gdy spajający dwa fragmenty lądu lodowiec wycofał się, okazało się, że jest to wyspa. Odkrywcą jest amerykański badacz Dennis Schmitt.

## Galeria

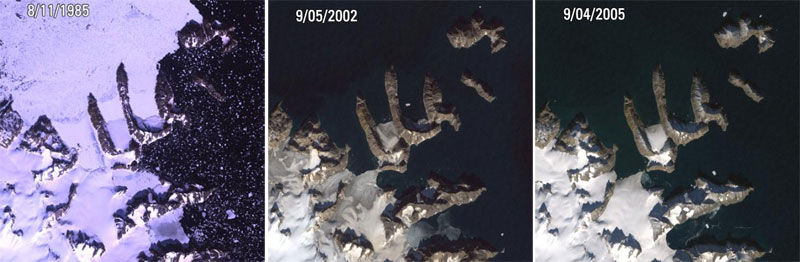
Porównanie zdjęć satelitarnych z lat 1985, 2002 i 2005